# Stars Dance
Stars Dance ist das Debütalbum der US-amerikanischen Pop-Sängerin Selena Gomez. Es wurde am 19. Juli 2013 in Deutschland und am 23. Juli 2013 in Amerika veröffentlicht. Das Album erschien unter dem Label Hollywood Records, bei dem Gomez seit Juni 2008 unter Vertrag steht. Als Singles wurden die Songs Come & Get It und Slow Down veröffentlicht. In Brasilien und Kanada wurde Stars Dance mit Gold ausgezeichnet.

## Hintergrund und Entstehung
Im März 2012 kündigte Selena Gomez & the Scene ein Album für Winter/Frühling 2013 an. Im November 2012 wurde bekannt, dass im März 2013 das Album erscheinen sollte. Die erste Single war für Januar 2013 geplant. Doch im März 2013 gab Gomez bekannt, dass sie und die Band The Scene eine Pause einlegen werden und dass sie dafür ein Soloalbum im Sommer 2013 herausbringen wird.
In einem Interview gab Gomez zu, dass Britney Spears sie sehr inspiriert habe. Des Weiteren sind auch sehr persönliche Lieder auf dem Album enthalten. Sie verriet sie in einem Interview mit der Zeitschrift InStyle, dass der Song Love Will Remember von Justin Bieber handeln würde. So gab sie an, dass der Song „sicherlich der persönlichste Track auf der Platte“ ist und sie „finde, dass es eine süße Art ist, es zu veröffentlichen“. Außerdem meinte sie, dass Justin Bieber den Song „auch lieben wird“.
Gomez arbeitet mit The Cataracs, Stargate und Rock Mafia zusammen, die mit ihr einige Lieder für das Album aufnahmen. Das Lied Save the Day wollte Jennifer Lopez für ihr Album A.K.A haben, jedoch erhielt Selena Gomez den Zuschlag.
In einem Interview mit einem französischen Radiosenders gab Gomez bekannt, dass sie nach diesem Album eine Auszeit von der Musik nimmt, um sich wieder mehr auf ihre Schauspielkarriere zu konzentrieren.

## Musikstil
Das Album ist sehr pop- und dance-orientiert. Jason Evigan sagte über den musikalischen Stil des Albums, dass dieses „ein paar wirklich coole wie ethnische Einflüsse (...)“ hat. Gomez sagte, dass der Produzent Skrillex auch ein Einfluss auf das Album hatte, da dieser auf dem Soundtrack zu Gomez’ Film Spring Breakers vertreten war.

## Titelliste
| #   | Titel                   | Songwriting                                                                                         | Länge |
| --- | ----------------------- | --------------------------------------------------------------------------------------------------- | ----- |
| 1.  | Birthday                | Crista Russo, Mike Del Rio, Jacob Kasher Hindlin                                                    | 3:20  |
| 2.  | Slow Down               | Lindy Robbins, Julia Michaels, Niles Hollowell-Dhar, David Kuncio, Freddy Wexler                    | 3:30  |
| 3.  | Stars Dance             | Antonina Armato, Tim James, Adam Schmalholz                                                         | 3:37  |
| 4.  | Like a Champion         | Dan James, Leah Haywood, Peter Thomas, Bebe Rexha, Mark Myrie, Leroy Sibbles                        | 2:55  |
| 5.  | Come & Get It           | Ester Dean, M.S. Eriksen, T.E. Hermansen                                                            | 3:51  |
| 6.  | Forget Forever          | ason Evigan, Clarence Coffee Jr., Alexander Izquierdo, Jordan Johnson, Stefan Johnson, Marcus Lomax | 4:11  |
| 7.  | Save the Day            | Mitch Allan, Jason Evigan, Livvi Franc                                                              | 3:52  |
| 8.  | B.E.A.T.                | Freddy Wexler, Jai Marlon, Heather Jeanette Miley                                                   | 3:05  |
| 9.  | Write Your Name         | Daniel James, Leah Haywood, Arnthor Birgisson                                                       | 3:16  |
| 10. | Undercover              | Lindy Robbins, Julia Michaels, Niles Hollowell-Dhar, Rome Ramirez                                   | 3:53  |
| 11. | Love Will Remember      | Antonina Armato, Desmond Child, David Jost, Tim James                                               | 3:31  |
|     | Deluxe-Edition          | |       |
| 12. | Nobody Does It Like You | Toby Gad, Lindy Robbins                                                                             | 3:56  |
| 13. | Music Feels Better      | Selena Gomez, Leah Haywood, Daniel James, Jeremy Coleman                                            | 3:10  |
| 14. | Lover In Me             | Selena Gomez, Leah Haywood, Daniel James, Brian Lee, Stuart Crichton                                | 3:29  |
| 15. | I Like It That Way      | Joshua Coleman, J. Kash, Rickard Göransson, Fransisca Hall, Alexander Castillo Vasquez              | 4:12  |

## Veröffentlichung
| Land                   | Datum              | Format       | Label            |
| ---------------------- | ------------------ | ------------ | ---------------- |
| Deutschland            | 19. Juli 2013      | Download, CD | Universal Music  |
| Niederlande            | 19. Juli 2013      | Download, CD | Universal Music  |
| Australien             | 19. Juli 2013      | Download, CD | Hollywood        |
| Portugal               | 22. Juli 2013      | Download, CD | Hollywood        |
| Spanien                | 22. Juli 2013      | Download, CD | Hollywood        |
| Vereinigtes Königreich | 22. Juli 2013      | Download, CD | Hollywood        |
| Mittlerer Osten        | 22. Juli 2013      | Download, CD | Hollywood        |
| Brasilien              | 22. Juli 2013      | Download, CD | Hollywood        |
| Frankreich             | 22. Juli 2013      | Download, CD | Hollywood        |
| USA                    | 23. Juli 2013      | Download, CD | Hollywood        |
| Italien                | 23. Juli 2013      | Download, CD | Hollywood        |
| Israel                 | 24. Juli 2013      | Download, CD | Helicon          |
| Japan                  | 25. September 2013 | CD           | Avex Marketing   |
| China                  | 27. Oktober 2013   | CD           | Starsing Culture |

## Veröffentlichte Singles

### Come & Get It
Come & Get It war die erste Single aus dem Album. Sie wurde am 8. April 2013 veröffentlicht und offiziell in der Radioshow von Ryan Seacrest vorgestellt. Das Lied, das Synthie-Pop mit indischer Musik vermischt, erreichte Platz 6 der offiziellen Billboard Charts. In den USA und in Kanada wurde Come & Get It mit doppel Platin ausgezeichnet. Das Video zum Song wurde von Anthony Mandler gedreht und feierte am 7. Mai Premiere auf MTV. Der Song war eigentlich für das sechste Studioalbum Talk That Talk von Rihanna geplant, doch das Lied fand keinen Platz auf der Platte, sodass dieses anderen Künstlern angeboten wurde.
Ihren ersten Live-Auftritt mit Come & Get It hatte sie am 14. April 2013 bei den MTV Movie Awards 2013. Außerdem sang sie den Song in den US-amerikanischen Fernsehshows Dancing with the Stars, The Ellen DeGeneres Show, Late Show with David Letterman, Radio Disney Music Awards und den Billboard Music Awards 2013. Außerdem wurde das Video bei den Video Music Awards 2013 mit dem Preis als bestes Pop Video ausgezeichnet.

### Slow Down
Am 3. Juni 2013 veröffentlichte Gomez die zweite Single Slow Down, die erstmals am 19. August gespielt wurde. Der Song wird dem Genre Dubstep zugeordnet. Das dazu gehörige Musikvideo wurde 26. und 27. Mai 2013 in Paris gedreht. Das Musikvideo erschien am 19. Juli 2013. Bis jetzt konnte Slow Down die Top 30 in den USA und Kanada erreichen.

## Kommerzieller Erfolg

### Chartplatzierungen
| ChartsChartplatzierungen       | Höchstplatzierung | Wochen |
| ------------------------------ | ----------------- | ------ |
| Deutschland (GfK)              | 4 (5 Wo.)         | 5      |
| Österreich (Ö3)                | 6 (9 Wo.)         | 9      |
| Schweiz (IFPI)                 | 6 (8 Wo.)         | 8      |
| Vereinigte Staaten (Billboard) | 1 (25 Wo.)        | 25     |
| Vereinigtes Königreich (OCC)   | 14 (4 Wo.)        | 4      |

| ChartsJahrescharts (2013)      | Platzierung |
| ------------------------------ | ----------- |
| Vereinigte Staaten (Billboard) | 101         |

### Auszeichnungen für Musikverkäufe
| Land/Region               | Auszeichnungen für Musikverkäufe (Land/Region, Auszeichnung, Verkäufe) | Verkäufe |
| ------------------------- | ---------------------------------------------------------------------- | -------- |
| Argentinien (CAPIF)       | Gold                                                                   | 15.000   |
| Brasilien (PMB)           | Gold                                                                   | 20.000   |
| Finnland (IFPI)           | Gold                                                                   | 10.000   |
| Kanada (MC)               | Gold                                                                   | 40.000   |
| Kolumbien (ASINCOL)       | Gold                                                                   | 5.000    |
| Mexiko (AMPROFON)         | Platin                                                                 | 60.000   |
| Portugal (AFP)            | Platin                                                                 | 15.000   |
| Vereinigte Staaten (RIAA) | Gold                                                                   | 500.000  |
| Insgesamt                 | 6× Gold · 2× Platin ·                                                  | 665.000  |

Hauptartikel: Selena Gomez/Auszeichnungen für Musikverkäufe

## Stars Dance Tour
Vom 14. August bis zum 27. November 2013 tourt sie im Rahmen ihrer Stars Dance Tour durch Kanada, Europa und die Vereinigten Staaten.